# More trees
一般社団法人more trees（モア・トゥリーズ）は、音楽家 坂本龍一によって2007年に創立され、建築家 隈研吾が代表を務める森林保全団体。森と人がずっとともに生きる社会をめざし、「都市と森をつなぐ」をキーワードにさまざまな取り組みを行っている。

## 概要
国内に20ケ所、海外に2ケ所提携森林「more treesの森」を展開している。
「都市と森をつなぐ」をテーマに、世界的には森林減少が進む一方で、日本の国土の約7割が森林に覆われていながらも特に人工林の手入れが必要とされている状況を鑑み、海外では植林、国内では間伐をメインとした森林保全を軸としている。適切な管理の下、自然を豊かに育む森に与えられるFSC森林認証制度取得など、現地の自治体とも連携し森の恵みを持続的に活かす取り組みを進めている。

## LIFE311
2011年4月より被災地支援プロジェクト「LIFE311」を展開している。2011年3月11日に発生した東日本大震災で、岩手県住田町が地元の木材を利用して建てた木造仮設住宅へ建設費用の支援を行い、同住宅に木質ペレットストーブを寄贈することを目的としたプロジェクト。東北の森のリソースを活用しながら、被災地域に新しい雇用を生み出し、ネットワークの構築もサポートしている。支援目標として3億円をかかげ、現在も寄付を募っている。
- 2011年3月 震災発生。陸前高田市が地震により発生した津波で甚大な被災をしたことから、隣町である住田町の多田欣一町長は多くの被災者が発生することを懸念し、地場産業である木材を使用した仮設住宅の建設を即座に決断した。
- 2011年4月 住田町の支援を決定したmoretreesはWebサイト「LIFE311」を開設、募金の受付を開始。
- 2011年5月 建設された木造仮設住宅計に抽選に当選した被災者が入居開始し、月末までに入居完了した。
- 2011年7月 六本木ヒルズの協力を得て7月29日～31日の3日間「LIFE311」の啓発イベントを開催した。実際に木造仮設住宅を六本木ヒルズイベントスペースに設置し、一般公開を行った。代表の坂本龍一氏も会場を訪れた[1]
- 2012年5月 プロジェクトで集まった寄付金約1億2,723万円が岩手県住田町に寄付された[2][3]
- 2013年5月 プロジェクトで集まった寄付金約3,179万円が岩手県住田町に寄付された[4]
- 2014年7月 プロジェクトで集まった寄付金約1,716万円が岩手県住田町に寄付された。寄付総額はペレットストーブ寄付分も含め累計で193,775,657円となった[5]

企業や有志によるチャリティ活動、多くの個人からの寄付金により募金活動は進められているが、住田町の仮設住宅では現在でも142人が生活している

### 主な賛同人
（五十音順）天野祐吉、荒川眞一郎、飯野賢治、石上純也、石川直樹、伊勢谷友介、伊藤穣一、いとうせいこう、上田義彦、内田也哉子、枝廣淳子、Ed TSUWAKI、M.HASUI、大住憲生、大貫妙子、大林ミカ、岡田暁生、岡村貴子、岡本真夜、小尾一介、角田陽太、KATHY、鎌仲ひとみ、神谷幸鹿、川田龍平、河原光、神無月好子、KIKI、菊地敦己、草野剛、熊谷有記、倉本仁、christian fennesz、christopher willits、見城徹、小林崇、小林武史、小林幹也、坂本幸隆、桜井和寿、Sascha、佐藤直樹、佐野史郎、ショーン・レノン、しりあがり寿、shing02、信藤三雄、SUGIZO、祐真朋樹、鈴木正文、鈴木康広、鈴野浩一、セキユリヲ、高城剛、高橋靖子、高橋健太郎、高谷史郎、瀧本幹也、武田双雲、竹村真一、田島一成、田中優、田中泯、谷崎テトラ、田村淳、辻信一、Donny Grafiks、中島英樹、長島有里枝、中城敏、中田英寿、中渓宏一、成宮寛貴、名和晃平、西健一、西脇一郎、新田桂一、野村浩司、元ちとせ、東泉一郎、ピーター・バラカン、平間至、広河隆一、広川泰士、深澤直人、福岡伸一、Paul Davis、本田ゆか、マエキタミヤコ、正木高志、松井龍哉、松江恭治、松尾貴史、松嶋啓介、松武秀樹、Monday満ちる、村上龍、森川欣信、森住卓、森本千絵、山田玲司、横山豊蘭、吉田眞紀、吉原悠博、吉村栄一、吉本多香美、米田知子、Johan Prag、Lallasoo Poopo Lab.、リリー・フランキー、和多利浩一